# 葛莉絲·金斯勒
格瑞丝·金斯勒（英語：Grace Kinstler；2001年8月4日—），是一名美國女性創作歌手。

## 經歷
格瑞丝·金斯勒生於美國伊利諾伊州的麥克亨利縣（芝加哥都會區範圍），畢業於當地的Crystal Lake Central High School。她在中學時期已曾發行單曲及EP，第一首作品《The World Doesn't Wait》寫於14歲。後升讀伯克利音樂學院，主修作曲。
2021年，她參加《美國偶像》第十九季並獲得季軍。2025年5月，往中國參加湖南衛視的音樂真人秀節目《歌手2025》，成為首發歌手，過程中曾獲兩次周冠軍，最終在七強被淘汰。

## 作品

### 單曲
- 2016年：《The World Doesn't Wait》、《Make a Choice》[2][3]
- 2017年：《Ocean Kisses》[2]
- 2021年：《Love Someone》[7]
- 2022年：《Breaking Myself》、《Pray for You》[8]
- 2023年：《Leo》、《Not Me It's You》[8]
- 2024年：《Water》[9]

### EP
- 2018年：《Remember the People》[2]
- 2019年：《Lavender》、《You Just Don't Love Me》[2]

## 外部連結
- 葛莉絲·金斯勒的Instagram帳戶
- 葛莉絲·金斯勒的Facebook專頁